# أدريان أرنولد
أدريان أرنولد (بالإنجليزية: Adrian Arnold)‏ هو سياسي أمريكي، ولد في 27 أبريل 1932 في باريس في الولايات المتحدة.